# NGC 427
NGC 427 è una galassia a spirale situata nella costellazione dello Scultore.
Fu scoperta il 25 settembre 1834 da John Herschel.